# Gordon Hynes
Gordon Ross „Gord“ Hynes (* 22. Juli 1966 in Montréal, Québec) ist ein ehemaliger kanadischer Eishockeyspieler, der für die Boston Bruins und Philadelphia Flyers in der National Hockey League sowie die Schwenninger Wild Wings, Adler Mannheim und Berlin Capitals in der Deutschen Eishockey Liga spielte.

## Karriere
Der 1,83 m große Verteidiger begann seine Karriere bei den Medicine Hat Tigers in der kanadischen Juniorenliga Western Hockey League, bevor er beim NHL Entry Draft 1985 als 115. in der sechsten Runde von den Boston Bruins ausgewählt (gedraftet) wurde.
Zunächst spielte der Linksschütze für verschiedene Boston-Farmteams in der American Hockey League sowie für den HC Varese in der italienischen Serie A, bevor er in der Saison 1991/92 seine ersten NHL-Einsätze für die Bruins absolvierte. 1992 wechselte Hynes zu den Philadelphia Flyers, doch auch hier schaffte er den dauerhaften Sprung in den Stammkader nicht, sodass er 1995 zu den Schwenninger Wild Wings in die Deutsche Eishockey Liga wechselte. Nach zwei Jahren bei den Wild Wings wechselte der Kanadier zu den Adlern nach Mannheim, mit denen er zwischen 1998 und 2001 dreimal Deutscher Meister wurde. Schließlich verließ er die Adler in Richtung Berlin Capitals, wo er seine Karriere nach der Saison 2001/02 beendete.

### International
Mit der kanadischen Eishockeynationalmannschaft gewann Hynes bei den Olympischen Winterspielen 1992 die Silbermedaille, zudem absolvierte er weitere internationale Partien zwischen 1988 und 1992.

## Erfolge und Auszeichnungen
- 1998 Deutscher Meister mit den Adler Mannheim
- 1999 Deutscher Meister mit den Adler Mannheim
- 2001 Deutscher Meister mit den Adler Mannheim

### International
- 1992 Silbermedaille bei den Olympischen Winterspielen

## Karrierestatistik
(Legende zur Spielerstatistik: Sp oder GP = absolvierte Spiele; T oder G = erzielte Tore; V oder A = erzielte Assists; Pkt oder Pts = erzielte Scorerpunkte; SM oder PIM = erhaltene Strafminuten; +/− = Plus/Minus-Bilanz; PP = erzielte Überzahltore; SH = erzielte Unterzahltore; GW = erzielte Siegtore; 1 Play-downs/Relegation; Kursiv: Statistik nicht vollständig)